# دوجكوين
دوجكوين (بالإنجليزية: dogecoin) هي عملة مشفرة أُطلقت كمزحة وابتكرها مهندسا البرمجيات بيلي ماركوس وجاكسون بالمر، اللذان قررا إنشاء نظام دفع فوري وممتع وخالي من الرسوم المصرفية التقليدية. تتميز دوجكوين باستخدامها لوجه كلب من نوع شيبا إينو شعارًا لها. ظهرت لأول مرة في 6 ديسمبر 2013 وسرعان ما أصبح لها مجتمعها الخاص على الإنترنت، بلغت قيمتها السوقية ما يقارب 70 مليار دولار أمريكي في 16 أبريل 2021.
يجب التمييز بينها وبين عملة داجكوين (بالإنجليزية:dagcoin) لأن كثيرا من الناس يعتقدون أنهما نفس العملة. من أهم فوارق هذه العملة عن باقي العملات الإلكترونية مثل بيتكوين هي سرعة إنتاجها في المراحل الأولى. ومثلها مثل باقي العملات الرقمية فهي تتداول بشكل كامل عبر الإنترنت من دون وجود فيزيائي لها. وتختلف هذه العملات عن العملات التقليدية بعدم وجود هيئة تنظيمية مركزية تقف خلفها، لكن يمكن استخدامها كأي عملة أخرى للشراء عبر الإنترنت أو حتى تحويلها إلى العملات التقليدية.

## عملة دوجكوين تاريخيا
- ديسمبر 2013 تم تأسيس العملة من قبل “جاكسون بالمر”.
- يونيو 2014 تأسيس مؤسسة Dogecoin لرئاسة العملة.
- أبريل 2015 مغادرة جاكسون بالمر مشروع Dogecoin.
- يناير 2018 القيمة السوقية للعملة تفوق ملياري دولار.
- أدنى قيمة وصلتها العملة (0,000085 دولار) شهر مايو 2015.
- أعلى قيمة وصلتها العملة (0,73 دولار) شهر مايو 2021.[10]

** يحمل المبرمج”بيلي ماركوس” الذي ساعد في إخراج مشروع العملة وجعله واقعا لقب “شيباتوشي ناكاموتو” والتي تجمع بين اسم كلب “الشيبا” وبين مؤسس البيتكوين “ساتوشي ناكاموتو”.

## مميزات وعيوب عملة دوجكوين الرقمية
المميزات:
- السرعة والتكلفة: تتميز معاملات الدوجي كوين بالسرعة والرسوم المنخفضة.
- المجتمع: أحد أهم مميزات عملة Dogecoin أن لها مجتمع نشط إذ لديها أكثر من 100 ألف عضو في Reddit.
- الأعمال الخيرية: ساهم مجتمع عملة Dogecoin في العديد من الأعمال الخيرية كجمع مبلغ 25 ألف دولار للفريق الجامايكي ليتمكن من المشاركة في أولمبياد 2014 كما تعاونوا مع أحد الجمعيات لتوصيل المياه النظيفة للآلاف من الناس في كينيا.
- القابلية للتعدين: عملة Dogecoin قابلة للتعدين، تعمل بخوارزمية إثبات العمل، سبق وطرحنا موضوع حول كيفية تعدين العملة (كيفية الدوغ كوين (DogeCoin))

العيوب:
- السقف الغير محدود للعملة ما يجعل قيمة الرمز الواحد منها منخفض للغاية.
- عملية التعدين منها غير مربحة جدا بحكم قيمة العملة وأدائها في السوق.
- طريقة طرح العملة وحمله لصورة ميم قد يبدو للكثير أنه مشروع ساخر وليس مشروع حقيقي.
- توفر العرض وانخفاض السعر بذلك نقص الاقبال الاستثماري على العملة.
- بطء التحديثات والتطوير على مشروع العملة.

## وصلات خارجية
- دجكوين على موقع Open Hub (الإنجليزية)
- الموقع الرسمي